# 아소 유미
아소 유미(일본어: 麻生祐未, 1964년 8월 15일 ~ )는 일본의 배우이다. 오사카시 출신이며, 이자와오피스가 소속사이다. 전 남편은 배우 나가사와 도시야이고, 이모는 가수 오쿠무라 치코이다.

## 출연 작품

### 드라마

#### NHK
- 무사시보 벤케이 (1986년) - 시즈카고젠 역
- 대하드라마
  - 《다케다 신겐》 (1988년) - 노히메 역
  - 《꽃 타오르다》 (2015년) - 카네코 츠루 역
- 소년들 (1998년 ~ 2002년) - 오다 토모코 역

#### TBS 계열
- 백야행 (2006년) - 키리하라 야에코 역
- 아빠와 딸의 7일간 (2007년) - 카와하라 리에코 역
- 의붓엄마와 딸의 블루스 (2018년) - 시모야마 카즈코 역
- 위험한 비너스 (2020년)

### 영화
- 퍼펙트 데이즈 (2023년) - 케이코 역